# Мауна-Кея
Ма́уна-Ке́я (також Мауна-Кеа; англ. Mauna Kea, англ. вимова: [ˌmaʊnə ˈkeɪə]; гав. Mauna Kea, Гавайська: [ˈmɐwnə ˈkɛjə]) — неактивний щитовий вулкан на острові Гаваї та найвища точка штату Гаваї, приблизно 4 205 м над рівнем моря. Гавайською мовою її назва означає «Біла гора». Взимку на вершині часто лежить сніг.
Мауна-Кея — найвища гора на Землі, якщо її вимірювати від основи до вершини. Її загальна висота (від підніжжя на океанічному дні до вершини) — 10 203 м, із яких лише 4205 м височіє над водою. Основа гори знаходиться приблизно на 6 000 м нижче рівня Тихого Океану. Відносна висота Мауна-Кеї на 1355 м більша від висоти Еверест, виміряної від рівня моря.
На вершині Мауна-Кеї знаходяться обсерваторія Мауна-Кея — один із найкращих у світі астрономічних дослідних центрів.

## Геологія

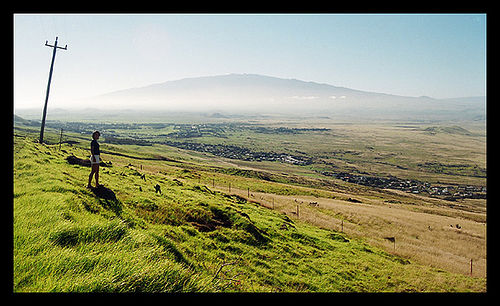
Вулкан Мауна-Кея.

Мауна-Кея — один із п'яти вулканів острова Гаваї, четвертий за віком і активністю. Він утворився як щитовий вулкан в результаті активності Гавайської гарячої точки близько мільйона років тому, і став надзвичайно активним на щитовому етапі до 500 000 років тому. Пост-щитовий етап настав 250 000—200 000 років тому, і тепер вулкан недіючий.
Мауна-Кея має більше 3200 км³ в обсязі, і масивніший за сусідній з ним вулкан Мауна-Лоа, продавлюючи океанічну кору під ним на 6 км. Вулкан продовжує ковзати і згладжуватися під власною масою не менше ніж на 0,2 мм на рік. Велика частина маси припадає на східну частину від нинішньої вершини. Висота над рівнем моря становить 4205 м, на 35 м вище, ніж Мауна-Лоа. Висота Мауна-Кеї від підніжжя на дні океану дорівнює 10 203 м, що робить її найвищою горою на Землі, більше гори Еверест (якщо вимірювати останній від рівня моря). Це найвища точка штату Гаваї.
Як і всі гавайські вулкани, Мауна-Кея утворилася над гарячою точкою, результатом дії мантійного плюму. Ця точка «проплавляла» Тихоокеанську плиту, що повільно рухалася над нею, і створювала на цій плиті все нові й нові вулкани, тоді як старі, змістившись із цієї точки, поступово руйнувалися. В такий спосіб за останні 70 мільйонів років утворився 6000-кілометровий Гавайсько-Імператорський хребет, і гавайські вулкани — останній результат цього процесу. Переважною є точка зору, що гаряча точка була нерухома більшу частину, якщо не всю кайнозойську еру. Хоча гавайський вулканізм добре вивчений, у механізмі виникнення мантійних плюмів залишається багато неясного.
Застиглі потоки лави з Мауна-Кеї перекриваються з потоками від сусідніх вулканів. Зокрема, на північному заході її лава перекриває лаву вулкана Когала, а на півдні потоки Мауна-Кеї перекриваються з потоками Мауна-Лоа. Оригінальні вулканічні тріщини (рифтові зони) на схилах Мауна-Кеї були поховані під час пост-щитового вулканізму. Раніше вважали, що Хіло-Рідж, примітна підводна структура рифтової зони, розташована на схід від вулкана, є його частиною. Проте зараз вважається, що вона належить вулкану Когала.

## Клімат
Гора знаходиться у зоні, котра характеризується морським кліматом. Найтепліший місяць — липень із середньою температурою 15.6 °C (60 °F). Найхолодніший місяць — січень, із середньою температурою 11.7 °С (53 °F).
| Клімат Мауна-Кея (на висоті 1,9 км) | Клімат Мауна-Кея (на висоті 1,9 км) | Клімат Мауна-Кея (на висоті 1,9 км) | Клімат Мауна-Кея (на висоті 1,9 км) | Клімат Мауна-Кея (на висоті 1,9 км) | Клімат Мауна-Кея (на висоті 1,9 км) | Клімат Мауна-Кея (на висоті 1,9 км) | Клімат Мауна-Кея (на висоті 1,9 км) | Клімат Мауна-Кея (на висоті 1,9 км) | Клімат Мауна-Кея (на висоті 1,9 км) | Клімат Мауна-Кея (на висоті 1,9 км) | Клімат Мауна-Кея (на висоті 1,9 км) | Клімат Мауна-Кея (на висоті 1,9 км) | Клімат Мауна-Кея (на висоті 1,9 км) |
| Показник                            | Січ.                                | Лют.                                | Бер.                                | Квіт.                               | Трав.                               | Черв.                               | Лип.                                | Серп.                               | Вер.                                | Жовт.                               | Лист.                               | Груд.                               | Рік                                 |
| Абсолютний максимум, °C             | 25                                  | 25                                  | 26                                  | 25                                  | 26                                  | 28                                  | 28                                  | 28                                  | 27                                  | 26                                  | 26                                  | 26                                  | 28                                  |
| Середній максимум, °C               | 19                                  | 18                                  | 19                                  | 19                                  | 20                                  | 21                                  | 22                                  | 22                                  | 22                                  | 21                                  | 21                                  | 19                                  | 20                                  |
| Середня температура, °C             | 11                                  | 11                                  | 12                                  | 12                                  | 13                                  | 14                                  | 15                                  | 15                                  | 15                                  | 14                                  | 14                                  | 12                                  | 13                                  |
| Середній мінімум, °C                | 4                                   | 3                                   | 5                                   | 6                                   | 6                                   | 6                                   | 8                                   | 8                                   | 7                                   | 7                                   | 7                                   | 5                                   | 6                                   |
| Абсолютний мінімум, °C              | −4                                  | −2                                  | −1                                  | 0                                   | 0                                   | 0                                   | 0                                   | 1                                   | 2                                   | 1                                   | 0                                   | −2                                  | −4                                  |
| Норма опадів, мм                    | 50                                  | 40                                  | 50                                  | 30                                  | 20                                  | 10                                  | 20                                  | 20                                  | 20                                  | 20                                  | 30                                  | 40                                  | 360                                 |
| Днів з дощем                        | 6                                   | 7                                   | 6                                   | 7                                   | 6                                   | 4                                   | 6                                   | 5                                   | 8                                   | 8                                   | 5                                   | 5                                   | 73                                  |
| ----------------------------------- | ----------------------------------- | ----------------------------------- | ----------------------------------- | ----------------------------------- | ----------------------------------- | ----------------------------------- | ----------------------------------- | ----------------------------------- | ----------------------------------- | ----------------------------------- | ----------------------------------- | ----------------------------------- | ----------------------------------- |
| Джерело: Weatherbase                |                                     |                                     |                                     |                                     |                                     |                                     |                                     |                                     |                                     |                                     |                                     |                                     |                                     |

## Інші вулкани острова Гаваї
- Мауна-Лоа (4169 м) — активний вулкан
- Гуалалаї (2521 м) — дрімаючий вулкан
- Когала (1670 м) — згаслий вулкан
- Кілауеа (1247 м) — активний вулкан
- Лоїхі (-914 м) — підводний активний вулкан